# 2000年代のJRダイヤ改正
2000年代のJRダイヤ改正（2000ねんだいのジェイアールダイヤかいせい）では、2000年代にJRグループ各社線で行われた各ダイヤ改正について記す。

## 2000年（平成12年）

### 1月22日
東日本では、営団東西線（2004年4月1日より東京メトロ東西線）で妙典駅が開業したことに伴い、行徳駅発着の全列車が妙典駅発着に改められた他、中央・総武線各駅停車の時刻修正が行われた。
九州では、筑肥線で下山門駅 - 筑前前原駅間の複線化によるダイヤ改正が行われた。増発用としてJR九州が開発した車両で初の直流型電車となる303系が投入された。

### 3月11日
各地でダイヤ改正。
新幹線
- 山陽新幹線で、従来の700系から仕様を若干変更した700系7000番台により、「ひかり」をてこ入れする目的で「ひかりレールスター」が運転を開始した。これにより「ウエストひかり」は一部を除き「ひかりレールスター」に置き換えられた（この時点でビュフェも営業終了）。
- 100系V編成（「グランドひかり」）の食堂車の営業が終了した。

北海道
- 宗谷本線でキハ400系・480系による札幌駅 - 稚内駅間の急行「宗谷」・「サロベツ」・「利尻」をキハ183系と新たに開発されたキハ261系を使用して特急に格上げし、「スーパー宗谷」・「サロベツ」・「利尻」として運転を開始した。宗谷本線系統では初の特急列車である。これに伴い旭川駅 - 稚内駅間の急行「礼文」が廃止され、北海道から昼行急行が姿を消した。

東日本
- 新造のE751系により、特急「スーパーはつかり」が運用を開始した。
- 中央・総武線各駅停車・宇都宮線では、E231系が投入された。
- 仙石線では仙台駅 - 陸前原ノ町駅間が地下化され、あおば通駅が設置された。

西日本
京阪神地区在来線
- 新快速が全列車223系に統一され、130km/h運転を全列車に拡大した。これに伴い京都駅での毎時0・15・30・45分発が崩れた。日中の快速は芦屋駅 - 東灘信号場間で外側運転に変更した。大阪方面の大半の快速が東加古川駅で通過待ちを行うようになったほか、夕方の姫路方面の快速も土山駅で通過待ちを行うようになった。大阪発備前片上行きの外側快速が廃止された。
- 阪和線・JR宝塚線に221系が転属し、快速の速達化を図った。運用も効率化され、宝塚線は外側快速、阪和線は和歌山線経由で送り込むようになった。阪和線では関空快速・紀州路快速を除く日中の快速が221系に統一され、この時間帯の御坊駅への乗り入れが廃止された（和歌山駅で系統分割）。JR宝塚線・福知山線では日中の大阪駅発着の快速を「丹波路快速」と命名し、この時間帯は篠山口駅で乗り換えになった。221系が福知山駅まで来るようになった。
- 関西発着の寝台特急も整理されることになり、「彗星」と「あかつき」が門司駅まで併結運転になり、「あかつき」の佐世保駅発着編成も消滅した。これにより佐世保駅への寝台特急列車の乗り入れがなくなった。

その他の地区
- 広島地区では、山陽本線に前空駅が開業した。

九州
- 885系が運転開始した。主に「かもめ」で使用され、長崎本線・佐世保線の特急から485系の運用から離脱した。また、「みどり」・「ハウステンボス」には、783系が投入された。
- 「にちりん」が削減され、延岡駅 - 南宮崎駅・宮崎空港駅で「ひゅうが」が運転を開始した。
- 博多駅 - 門司港駅間の通勤特急に「きらめき」の愛称が与えられた。
- 久大本線に久留米大学前駅が開業した。
- 肥薩線・吉都線（えびの高原線）経由で運行されていた急行「えびの」が廃止された。

### 4月21日
山陽新幹線で「ひかりレールスター」用の700系7000番台の所定の編成がそろったため、「ウエストひかり」の運転が終了した。これに伴い、0系のグリーン車が運用を離脱した。

### 9月23日
西日本の嵯峨野線（山陰線）を中心にダイヤ改正。
- 嵯峨野線の二条駅 - 花園駅間に円町駅が開業し、日中のダイヤが大幅に改編された。この時間帯に京都駅 - 園部駅間の快速列車を設定したほか、普通列車も増発された。

### 10月1日
東海道新幹線でダイヤ改正。
- 「のぞみ」が新横浜駅に増停車（16→32本）し、東京駅発着の山陽新幹線直通の「のぞみ」が下り岡山行きの1本を除きすべて新横浜駅に停車することになった。また、朝時間帯に「のぞみ」1往復（41・42号）を増発したほか、700系の増備に伴って「のぞみ」の700系充当列車を増発し、前述の41･42号を除く「のぞみ」の全列車を700系・500系に統一した。

### 12月2日
東日本を中心にダイヤ改正。
東日本
- E351系のリフレッシュ工事に伴い、特急「スーパーあずさ」の一部が183・189系「あずさ」に変更された。
- 京葉線では、快速の一部が千葉みなと駅にも停車するようになった。
- 武蔵野線では、南船橋駅発着列車の一部が海浜幕張駅まで延長された。
- 常磐線各駅停車 - 地下鉄千代田線では、小田急電鉄との直通列車を増発した。
- 五能線では、陸奥黒崎駅が白神岳登山口駅に改称された。

貨物
- 総武本線 - 新金貨物線 - 常磐線 - 武蔵野線のルートで運転されていた千葉方面発着の貨物列車の大部分を京葉線・武蔵野線経由に変更し、所要時間が大幅に短縮された。

## 2001年（平成13年）

### 3月1日
西日本では、ユニバーサル・スタジオ・ジャパン (USJ) のプレオープンに伴って桜島線にユニバーサルシティ駅が開業し、3月1日・2日は桜島線と大阪環状線が特別ダイヤで運転された。また、桜島線には「JRゆめ咲線」の愛称が与えられた。

### 3月3日
西日本方面で改正。
東海
- 関西線の春田信号場が春田駅として旅客駅に格上げされた。
- 「セントラルライナー」の増発および区間延長が行われた。
- 「ホームライナー大垣」の一部の運転区間を関ケ原駅まで延長した。
- 関西線、紀勢線（多気駅 - 新宮駅間）および飯田線（天竜峡駅 - 辰野駅間）でワンマン運転を開始した。

西日本
- 日本海縦貫線における運転系統の整理から、1961年（昭和36年）10月の「サンロクトオ」改正以来日本最長距離を走る昼行特急列車として運行していた「白鳥」が廃止された。
- 683系の追加投入で「サンダーバード」が増発され、運転区間も大阪駅 - 富山駅（1往復は魚津駅発着）・和倉温泉駅間となった。これに伴い「雷鳥」の発着駅は金沢駅に統一された。「雷鳥」の新潟駅発着列車は季節運転の「ふるさと雷鳥」のみとなった。系統分割された富山駅 - 新潟駅間は、「北越」の増発により対応した。
- 七尾線では、のと鉄道七尾線の穴水駅 - 輪島駅間が4月1日に廃止されるのに伴い、急行「能登路」（上り2本、下り3本）のうち、キハ58系で運行されていた輪島駅発着の1往復（1・2号）と415系800番台で運行されていた金沢発和倉温泉行きの下り1本（5号）が廃止され、代替列車として七尾駅発着の快速1往復が増発された。のと鉄道区間については各駅停車に変更して対応した。
- 富山港線では、日中の列車が電車から気動車に置き換えられた。
- USJの開園に先立ち大阪環状線からJRゆめ咲線（桜島線）への直通運転列車を増発した。特急「はるか」も一部列車を除き西九条駅に停車するようになった。
- JR神戸線では、朝ラッシュ時間帯の快速はすべて西ノ宮駅（現在の西宮駅）に停車するようになった。この時間帯の御着駅での通過待ちは廃止された。
- 大和路線・関西線では、大和路快速が久宝寺駅にも停車するようになった。また、亀山駅 - 加茂駅間の普通列車の奈良駅への乗り入れが廃止された。日中の加茂駅 - 伊賀上野駅間の区間系統も廃止された。
- 奈良線では、京都駅 - JR藤森駅間および宇治駅 - 新田駅間の複線化、単線区間における信号機の増設および行き違い設備改良などの輸送改善工事が完成し、列車の大幅な増発およびスピードアップが行われた。朝夕の快速・区間快速と日中の「みやこ路快速」が設定された。京都駅 - 城陽駅間の普通も増発された。宇治駅 - 新田駅間にJR小倉駅が開業した。
- きのくに線（紀勢線）では、周参見駅折り返しの削減が行われた。
- 加古川線・姫新線・美祢線などで本数削減や保守工事運休を設定、芸備線でも休日運休や広島駅発着列車の2往復の車種の変更が行われた。木次線や三江線では始発・最終を土曜日と日曜日運休にした。長門市駅 - 仙崎駅間の終発が20時台から17時台になった。

四国
- ホームライナー的性格を持った特急列車の「ミッドナイトEXP高松」・「ミッドナイトEXP松山」が新設された。

九州
- 「ソニック」用の885系電車を増備し、「にちりん」が小倉駅発着となった。それに伴い485系電車の博多駅乗り入れがなくなった。福岡地区のホームライナーが特急に格上げされた。
- 鹿児島本線に弥生が丘駅が開業した。

### 3月29日
西日本では、3月31日のUSJのグランドオープンを前に、大阪環状線からJRゆめ咲線への直通運転列車の所要時分を見直すなどのダイヤ修正を実施。

### 4月1日
東日本の仙台地区の東北本線・仙山線・仙石線でダイヤ改正を実施。このうち仙山線では平日ダイヤと土休日ダイヤの運用を開始。土休日ダイヤでは特別快速が復活。あわせて同線から455系が定期運用から離脱した。

### 4月21日
- 西日本の山陽新幹線でダイヤ改正を実施。ひかりレールスターの増発が行われた。
- この翌日、東海道線 (静岡地区)の掛川駅 - 袋井駅間に愛野駅が開業した[10]。

### 6月4日
西日本の芸備線でダイヤ改正を実施。広島発志和口行き最終列車の時刻が繰り下がり、志和口駅への到着が日付変更後になった。この影響で三次駅最終の広島駅到着が繰り上げとなった。

### 7月1日
北海道
- 昼行便のキハ183系による特急「おおぞら」をすべてキハ283系による「スーパーおおぞら」に置き換え、1961年（昭和36年）以来の伝統がある愛称の「おおぞら」は消滅した。また、夜行便の「おおぞら」は愛称が「まりも」に変更された。
- 石北本線の天幕駅・中越駅・奥白滝駅と宗谷本線の下中川駅・上雄信内駅・芦川駅が廃止され（中越駅・奥白滝駅は信号場に格下げ）、これによりJRの在来線で駅間距離が最も長い区間は石北本線の上川駅 - 上白滝駅間(34.0km)となった（これまでは石勝線トマム駅 - 新得駅間33.8kmであった）。

西日本
- 和田岬線が電化され、列車の増発が実施された。

### 7月7日
西日本の山陰線でダイヤ改正を実施。高速化により米子駅 - 益田駅間の快速にキハ126系が投入されたが、運行本数の見直しで本数が微減した。鳥取駅 - 益田駅間の特急「くにびき」が西日本初の新型特急形気動車キハ187系に置き換えられ「スーパーくにびき」に変更された。同時に特急「いそかぜ」の発着駅が益田駅になった。このほかに木次線・三江線では時刻変更が行われた。

### 7月20日
西日本では、大阪環状線からJRゆめ咲線への直通列車の西九条駅における停車ホームの変更とJRゆめ咲線のUSJ輸送ピーク時における運転間隔の見直しなどのダイヤ修正を実施し、USJへの利便性を向上させた。

### 9月29日
東日本では、東北本線に国府多賀城駅が開業した。

### 10月1日
新幹線
東海道区間では「ひかり」の1時間に1本を「のぞみ」に置き換えて定期「のぞみ」が約30分間隔で運転されるようになった。ダイヤパターンも「2-7-3」から「3-6-3」になった。また新横浜駅・新神戸駅停車列車の増発、「ひかり」の速達化が実施された。また、0系Q編成（4両編成）が運用を離脱した。なお、同年夏にはJR西日本でも700系16両編成（3000番台・B編成）の投入を開始した。
東海
- 在来線では名古屋鉄道から高山線に乗り入れる特急「北アルプス」が廃止された。

西日本
- アーバンネットワークでは日中時間帯の草津駅折り返しの新快速が野洲駅折り返しに延長された。また、奈良線東福寺駅には、快速・区間快速が停車するようになった。

### 10月6日
九州で筑豊本線・篠栗線の電化に伴う改正が行われた。
- 博多駅 - 直方駅間に特急「かいおう」が設定された。
- 817系も運転を開始した。
- 50系客車による定期普通列車の運行が廃止された。
- 筑豊地区での運転系統の再編が行われた。

- 電化された筑豊本線の折尾駅 - 桂川駅間および篠栗線に「福北ゆたか線」、非電化区間の若松駅 - 折尾駅間に「若松線」、桂川駅 - 原田駅間に「原田線」の愛称がそれぞれ与えられた。

- これに伴い、後藤寺線から筑豊本線・篠栗線方面への直通列車が消滅した。

### 12月1日
東日本でダイヤ改正。
新幹線
- 上越新幹線では、夕通勤時間帯の「Maxたにがわ」にE4系16両編成を投入。東京駅 - 新潟駅間の「あさひ」を1往復増発し、越後湯沢駅での特急「はくたか」との接続を見直し。燕三条駅への停車を拡大した。
- 長野新幹線（当時の通称）では、「あさま」の高崎駅・佐久平駅・上田駅への停車を拡大した。
- 東北新幹線では、朝時間帯に「なすの」を増発。大宮駅への停車を拡大。また、秋田新幹線「こまち」のグリーン車を全席禁煙化。

在来線
- 中央本線で特急「あずさ」・「かいじ」にE257系を導入開始した。E351系のリフレッシュ工事が完了し、特急「スーパーあずさ」は8往復に戻された。
- 特急「成田エクスプレス」の一部列車において、成田駅・千葉駅 - 東京駅・新宿駅・池袋駅間を定期券と指定席特急券で利用できるようになった。
- 特急「わかしお」は1往復が増発され、特急「わかしお」・「さざなみ」の海浜幕張駅への停車を拡大した。
- 長野駅 - 新潟駅間の特急「みのり」1往復（2・3号）が廃止された。
- 上野駅 - 水上駅間の新特急「水上」1往復（7・10号）が廃止された。
- 中央本線の急行「アルプス」長野発新宿行きが臨時列車に変更された。
- 山手貨物線・品鶴線を経由し新宿駅を越えて東海道線・横須賀線と宇都宮線・高崎線間を直通運転する湘南新宿ラインの系統が新設された。ただし、池袋駅・新宿駅の改良工事が完成していなかったために、池袋駅・新宿駅発着の列車も設定されていた。
- ホームライナーの見直しも行われ、高崎線の「ホームライナー鴻巣」が増発された。中央本線では、従来のホームライナーが「中央ライナー」「青梅ライナー」に名称変更・増発された。また乗車整理料金を「ホームライナー料金」として500円に値上げすることになった。
- 首都圏の50km未満の自由席特急料金と急行券を500円に値下げした。
- 宇都宮線では宇都宮発黒磯行きの終電が繰り下げられた。京葉線・武蔵野線の夜間と埼京線の夕夜間帯が増発された。
- 中央・総武線各駅停車は年度内にすべてE231系に統一された。
- この改正で115系の高崎線における運用が廃止された。
- 東北地区では、羽越本線に岩城みなと駅が、五能線にウェスパ椿山駅がそれぞれ開業した。

## 2002年（平成14年）

### 3月16日
北海道で改正。旭川方面から新千歳空港方面へ直通するエル特急が「スーパーホワイトアロー」に変更された。

### 3月23日
東日本
- 山手線にE231系500番台が投入され、4月21日より営業運転を開始した。また常磐線（上野駅 - 取手駅間の快速）にもE231系が投入され、直前の3月3日より営業運転を開始した。
- 小田急電鉄の大規模ダイヤ改正に伴い、相互直通の常磐線各駅停車 - 営団地下鉄（現在の東京メトロ）千代田線でダイヤ修正が行われた。日中の相模大野駅発着列車（小田急線内準急）を唐木田駅発着（小田急線内多摩急行）に変更した。
- 磐越西線の特急「ビバあいづ」は、土曜・休日は特急「ホリデービバあいづ」の名称で運転されるようになった。

西日本
- 特急「はくたか」の一部列車の最高速度がほくほく線内で160km/hに引き上げられ、西日本所属の485系による定期運用は消滅した。
- 姫新線や因美線で行われていた月1回の保守点検の運休を地方交通線を中心に大幅に拡大した。ワンマン運転の拡大、無人・簡易委託駅化や列車本数の削減（主に早朝・深夜・昼間の列車の削減）など合理化を図った。このダイヤ改正がJR西日本では初の減便改正となった。その後一部の路線では月1回の保守点検の運休の実施要項を見直した。

京阪神地区在来線
- JR神戸線では、西ノ宮駅に平日朝晩の快速が停車するようになった。朝の大阪発姫路方面行きの快速1本の運転経路を見直し、須磨駅・垂水駅・舞子駅に停車するようになった。平日朝に大阪発姫路行き、夜に姫路発大阪行きの新快速が増発された。
- JR京都線では朝ラッシュの終わりの快速を京都駅 → 高槻駅間で普通に変更した。琵琶湖線では朝の大阪方面の新快速の各駅停車を通過運転に変更し、夕方の快速は安土行きを米原行きに延長した。
- JR宝塚線・福知山線の篠山口駅での接続改善が行われた。
- 湖西線では朝夕の快速を雄琴駅（現在のおごと温泉駅）に停車させた。
- 学研都市線（片町線）では快速の停車駅に星田駅が追加された。松井山手駅 - JR三山木駅間の輸送改善工事が完成し、増解結実施駅が松井山手駅から京田辺駅に変更された。これに伴い207系（2000番台）が24両（3両編成4本・4両編成3本）追加投入され、一部の列車が京田辺駅発着に変更された。京橋駅 - 四条畷駅間のみ快速運転を行う区間快速が増発された。日中の京橋駅 - 四条畷駅間の往復区間運転が廃止された。
- 奈良線では22時台まで快速・区間快速が運転されるようになった。
- 阪和線では夜の列車の削減が行われた。
- 和歌山線では大和路線直通区間快速の運転区間が五条駅までに短縮され、221系の和歌山駅への乗り入れが消滅した。和歌山発23時台の終電を五条行きから粉河行きに見直して五条駅の終電が繰り上げになり、日付を越える列車が廃止された。
- きのくに線では紀伊田辺駅 - 新宮駅間の本数が削減された。特急「くろしお」を新大阪発紀伊田辺行きで1本増発し、終発が繰り下げになった。新大阪発紀伊田辺行きの最終の快速が165系から221系に変更され、西日本管内での165系の運用が消滅した。

その他の地区
- 七尾線ではのと鉄道直通の急行「能登路」が廃止され、特急列車も一部削減された。
- 芸備線の急行が「みよし」に統一され、1往復は三次駅 - 備後落合駅間で普通として存続することになり、備後落合駅発着の優等列車は消滅した。急行の時間変更・備後落合発最終の大幅繰上げで昼の広島方面 → 木次線、夜間の木次線 → 広島方面の移動が不可能になった。三次駅 - 広島駅間では最終が繰り下げになり、広島発で三次行きが22時半過ぎ、志和口行きが23時半過ぎになった。
- 呉線に新広駅が開業した。
- 境線では夜間の列車に休日運休が設定された。
- 播但線・山陰本線の香住駅 → 浜坂駅間・宇部線・小野田線では終電が大幅に繰り上がり、長門本山駅の最終は18時台になった。

四国
- 高松地区で快速「サンポート」を新設し、高知地区で土佐くろしお鉄道ごめん・なはり線開業を見据えたダイヤとなり、両地区で発車ダイヤのパターン化が実施された。また特急列車の分割併合の実施駅が宇多津駅に変更された。

九州
- 豊肥本線に大分大学前駅が開業した。直前の3月9日には長崎本線の本川内駅のスイッチバックが廃止された。

### 7月14日
3月にJR東日本が東京モノレールを買収したことにより、東京モノレール羽田空港線との乗換駅である浜松町駅に京浜東北線の快速が停車するようになった。

### 7月20日
西日本では、USJへのアクセス向上の一環として、特急「くろしお」・「スーパーくろしお」・「オーシャンアロー」の一部列車を西九条駅にも停車させるダイヤ修正を実施 した。

### 10月5日
西日本で改正。
新幹線
- 山陽新幹線において100系P・K編成への置き換えが進んだ「こだま」の充実が図られた。

在来線
- アーバンネットワークで車両運用が見直された。日中の普通は西明石発京都行きとJR宝塚線からの高槻行きに変更され、西明石駅 - 京都駅間・JR東西線直通・新三田駅 - 高槻駅間の運行に再編された。これに伴い、大阪方面とJR東西線直通の順序が入れ替わり、相互接続パターンが両方向で同じになった。芦屋駅で快速に接続する普通は207系での運行になった。日中時間帯の快速は全区間内側運転に戻された。特急「北近畿」は福知山駅発着の増発と週末の豊岡駅発着の毎日運転への変更が行われた。これに伴い、「ほくせつライナー」は廃止された。
- 広島地区では、芸備線で一部の列車が各駅停車から快速に変更され、夜間の列車が増発された。また、広島都市圏の路線群の名称が広島シティネットワークに決定した。

### 10月21日
西日本の北陸本線で、北陸新幹線建設工事に伴って東金沢駅 - 森本駅間のルートを変更し、ダイヤが修正された。営業キロは0.1km短くなった。のと鉄道では列車の削減が行われ、七尾駅発着の急行を廃止した。

### 11月2日
西日本の紀勢本線でダイヤ改正。和歌山駅 - 紀伊田辺駅間の普通が朝晩を除いて御坊駅で系統分割され、御坊駅 - 紀伊田辺駅間を往復する列車として113系2両編成によるワンマン運転が設定された。

### 12月1日
北海道・東日本 でダイヤ改正。
新幹線
- 東北新幹線の盛岡駅 - 八戸駅間が延伸開業した。この区間を走る列車として、新たに「はやて」の愛称が登場した。また、「はやて」は一部列車を除いて全車指定席となった。
- 秋田新幹線「こまち」は今回の改正で「はやて」とともに全車指定席となった。また、連結運転も「やまびこ」から「はやて」に変更された。
- 東京駅 - 福島駅間をノンストップで走行する山形新幹線「つばさ」が大宮駅に停車するようになる。これにより、「つばさ」全列車が大宮駅に停車するようになり、東京駅 - 福島駅間ノンストップの「つばさ」は消滅した。
- 上越新幹線の「あさひ」が「とき」に改称された。
- 東京駅 - 長野駅間をノンストップで走行する長野新幹線「あさま」が大宮駅に停車するようになる。これにより、「あさま」全列車が大宮駅に停車するようになり、東京駅 - 長野駅間ノンストップの「あさま」は消滅した。

青函連絡列車
- 東北新幹線の八戸駅までの開業に伴い、並行在来線である東北本線の盛岡駅 - 八戸駅間がIGRいわて銀河鉄道（いわて銀河鉄道線の盛岡駅 - 目時駅間）と青い森鉄道（青い森鉄道線の目時駅 - 八戸駅間）に転換された。
- 盛岡駅 - 青森駅・函館駅間の新幹線連絡特急「はつかり」・「スーパーはつかり」、青森駅 - 函館駅間の快速「海峡」が廃止された。「海峡」の廃止により、海峡線では特急・急行以外の定期旅客列車の設定が廃止された ほか、JR旅客6社からは特急・急行以外での定期客車列車が消滅した。
- 八戸駅で新幹線と接続する特急列車として、青森県内相互間の連絡を図る「つがる」、北海道連絡の列車として「白鳥」・「スーパー白鳥」を新設し、「スーパー白鳥」にはJR北海道の789系が新製投入された。

北海道
- エル特急「ライラック」が1往復増発された。特急「オホーツク」の美唄駅・砂川駅・生田原駅・女満別駅への停車を拡大し、生田原駅・女満別駅にはすべての「オホーツク」が停車するようになった。

東日本
- 管内のエル特急や新特急の呼称を廃止した。
- 中央本線では、特急「あずさ」・「かいじ」の定期列車がすべてE257系に置き換えられた。「かいじ」の一部は運転区間が東京駅・竜王駅へ延長された。急行「アルプス」は下りも廃止され、臨時快速「ムーンライト信州」として多客期に運転されるようになった。また、「成田エクスプレス」は渋谷駅にも停車するようになり、高尾駅発着の列車が新設された。
- 常磐線では、651系が「フレッシュひたち」の一部にも充当されるようになり、「フレッシュひたち」に初めてグリーン車指定席連結の列車が登場した。
- 総武本線では、特急「しおさい」を東京駅 - 成東駅間に1往復増発した。
- 羽越本線では、特急「いなほ」の新潟駅 - 酒田駅間1往復が廃止された。
- 信越本線では、高田駅 - 長岡駅・新潟駅間の特急「みのり」が快速「くびき野」に格下げされ、犀潟駅 - 長岡駅間の定期昼行特急列車は「北越」のみとなった。
- 磐越西線では、特急「ビバあいづ」・「ホリデービバあいづ」が特急「あいづ」・「ホリデーあいづ」に改称され、車両も東北新幹線の盛岡駅 - 八戸駅間の開業で余剰となった元「はつかり」用の485系（グリーン車両連結）に変更された。また仙山線の快速「仙山」は土曜・休日は快速「ホリデー仙山」の愛称で運転されるようになった。
- 東京臨海高速鉄道りんかい線が全通し、埼京線との直通運転を開始した。また、埼京線・湘南新宿ラインに大崎駅が開業し、湘南新宿ラインは1日25往復から38往復に増発された。
- ホームライナーは「湘南新宿ライナー」の愛称が、下りは「ホームライナー小田原」、上りは「おはようライナー新宿」に変更された。また、中央ライナー・青梅ライナーも一部で増発された。
- 京葉線では開業以来初の大幅な改正を行い、土曜・休日の快速における「マリンドリーム」・「むさしのドリーム」の名称を廃止した。南船橋駅・千葉みなと駅には快速が全列車停車するようになったが、海浜幕張駅 - 蘇我駅間では日中の列車が削減され、特急および通勤快速の通過待ちの増加で快速の所要時間が長くなった。
- 奥羽本線・花輪線（秋田駅 - 大館駅 - 鹿角花輪駅間）の急行「よねしろ」（花輪線内は普通列車）が快速列車（愛称名なし）に格下げとなる形で廃止された。また釜石線では急行「陸中」が快速「はまゆり」に統合され、これらにより東日本管内から夜行列車以外の定期急行列車が消滅した。
- 八戸線の種差駅が種差海岸駅に改称された。

夜行列車
- 上野駅 - 青森駅間の寝台特急「はくつる」、函館駅 - 札幌駅間の臨時快速「ミッドナイト」が廃止された。

## 2003年（平成15年）

### 3月15日
西日本・九州でダイヤ改正。
西日本
- 北陸地区の特急「しらさぎ」に683系2000番台の投入が開始された。このためにパノラマグリーン車連結の485系は国鉄形塗装に塗り替えて、再び「雷鳥」の運用に復帰した。
- アーバンネットワークでは琵琶湖線方面で、京都発米原方面行きの新快速が設定された。朝ラッシュ明けと夜の草津駅発着を野洲駅発着に延長した。夜の大阪発米原行きの終電が繰り下げ（野洲行きの延長）になった。103系の草津駅への乗り入れが復活した。湖西線では、近江舞子始発の一番列車が近江今津始発に延長され、時刻の繰上げを行った。JR宝塚線では、朝ラッシュ時の快速の所要時間短縮を実施した。学研都市線の木津駅の始発列車が区間快速に変更された。
- 大阪環状線では日中の列車が等間隔になり、ゆめ咲線直通運用は分離された。大和路線・阪和線では平日の早朝に大阪方面行きの快速が増発された。特急「はるか」が、朝ラッシュ時に上り列車が、夕ラッシュ時以降は下り列車が和泉府中駅に停車するようになり、日根野駅停車列車も増加した。奈良線の快速の停車駅に東福寺駅・玉水駅が追加された。
- 小浜線が電化され、125系がデビューした。小野田線で走っていたクモハ42001が運用離脱した。

九州
- 大村線を走っていたキハ183系の特急「シーボルト」が廃止された（車両は後述の「ゆふDX」に再整備）。
- 鹿児島本線に太宰府信号場を開設、すべての快速が大野城駅に停車するようになり、若松線二島駅 - 折尾駅間に本城駅が開業した。また、篠栗線の城戸駅が城戸南蔵院前駅に、肥薩線の霧島西口駅が霧島温泉駅にそれぞれ改称された。

この改正ではのと鉄道でも列車削減改正が行われ、蛸島駅まで来る列車は5本のみになった。

### 3月29日
東日本では、小田急電鉄のダイヤ改正に伴い、相互直通の常磐線各駅停車 - 地下鉄千代田線でダイヤ修正。相模大野駅・本厚木駅発着列車（小田急線内準急）の一部が唐木田駅発着（小田急線内は多摩急行）に変更された。これにより、3社直通の準急が消滅した。また、相互直通の中央・総武線各駅停車 - 地下鉄東西線では、E231系800番台が投入され（営業運転開始は同年5月1日）、103系・301系が直通運用を離脱した。

### 6月1日
西日本でダイヤ改正を実施し、大阪駅 - 米原駅間の「びわこライナー」（485系）を特急に格上げし、「びわこエクスプレス」（681系または683系）に変更した。また、特急「はるか」も米原駅発着が設定された。

### 7月7日
九州では、鹿児島本線に千早駅が開業した。

### 10月1日
東海道新幹線に品川駅が開業したことに伴って大幅な改正を実施した（後述）。東海道区間の輸送体系は「ひかり」主体から「のぞみ」主体に改められた。

#### 在来線
東日本
- 磐越西線の特急「あいづ」「ホリデーあいづ」が快速「あいづライナー」に格下げされ（使用車両は変更なし）、同線から定期特急列車が消滅した。

東海
- 運転見直し・終電繰り下げなど大規模なダイヤ改正が行われた。
- 高山線では高山駅 - 富山駅間直通の普通列車が廃止され、猪谷駅で乗り換えになった

西日本。
- 北陸地域の特急の再編を行い、米原駅発着の「加越」が「しらさぎ」に統合された。急行「ちくま」が臨時列車に変更された。山陰本線京都側の特急が一部見直され、綾部駅で編成の連結・切り離しを行う列車が新設された。
- 岡山地区では岡山駅 - 鳥取駅間を智頭急行線経由で結ぶ特急「いなば」がキハ187系に置き換えられ「スーパーいなば」に改称、スピードアップを図った。瀬戸大橋線の快速「マリンライナー」も新型車両（西日本223系5000番台・四国5000系）に置き換えられ、所要時間を短縮した。
- アーバンネットワークの一部路線では、東海道新幹線「のぞみ」の始発・最終列車に接続を受ける列車が増発された。
- 阪和線は夜0時台に天王寺発日根野行きの区間快速が増発された。また、土曜・休日の朝に大阪環状線直通の区間快速（鳳駅発着で環状線内は各駅停車）が1往復設定された。
- 学研都市線では、松井山手発の始発電車を1時間繰り上げ（5時台 → 4時台）、京橋発松井山手行き終電を30分繰り下げ（23時台 → 0時台）を行った。
- JR京都線・宝塚線では8月14日限りで103系の運用が廃止された。
- 山陽・山陰地区では芸備線の広島駅 - 三次駅間で列車の増発が行われ、広島シティネットワーク区間では20分間隔になった。この区間に快速列車のみよしライナーが運行を開始し、急行「みよし」も時間帯変更や停車駅の追加が行われた。また山口線では山口駅 - 益田駅間で、夜間の終電が繰上げになった。須佐駅における夜間留置も廃止になった。広島駅 - 岩国駅間の水曜日運休を廃止し、1時間ほど開くダイヤが解消された。
- 高山線では高山駅 - 富山駅間直通の普通列車が廃止され、猪谷駅で乗り換えになった。

四国
- 特急列車の車内販売が全廃された。

#### 東海道・山陽新幹線
上述の通り、10月1日に東海道・山陽新幹線でほぼ白紙改正というべき大規模なダイヤ改正が実施された。JR東海副社長（当時）の松本正之はこのダイヤ改正を「第二の開業」と称した。
主な変更点
- 東海道新幹線に品川駅が開業し、1時間あたり「のぞみ」最大5本・「ひかり」1本・「こだま」最大3本が停車。
- 「のぞみ」を1時間に3本から最大7本に増発（これに伴い「ひかり」は1時間に6本から2本に減便）

- 東海道・山陽新幹線直通の「のぞみ」も増発され、1時間の最大本数が4本となる。定期列車は1時間あたり東京駅 - 岡山駅・広島駅間が2 - 3本、岡山駅・広島駅 - 博多駅間が1 - 2本。これに伴い姫路駅・福山駅・徳山駅・新山口駅に「のぞみ」が停車を開始した。また「ひかり」の「のぞみ」への置き換えにより、東京駅発着の「ひかり」は岡山駅までの運転となった。

- 東海道新幹線を走行する列車の車種をJR形式に統一し、「ひかり」・「こだま」を含む全列車で最高速度270km/h運転を開始。
- 一部の駅で「ひかり」の停車本数が増加。小田原駅では6本 → 12本、三島駅では6本 → 12本、浜松駅では16本 → 26本、豊橋駅では6本 → 16本となった。
- 「こだま」増発
- 朝晩の運転体系を見直し
- 小郡駅が「新山口駅」に名称変更。

営業面
- 「のぞみ」指定席特急料金の値下げ、（東京 - 新大阪・新大阪 - 博多で670円、東京 - 博多で1240円値下げ）
- 「のぞみ」の1 - 3号車に普通車自由席を導入（自由席特急料金は「ひかり」「こだま」と同額）
- エクスプレス予約によるe特急券を値下げ（東京 - 新大阪間13,200円 運賃+指定席料金）
- 新幹線エコノミーきっぷ等の廃止、新幹線回数券等の新設（正確には同年7月から）
- 「JR東海 50+」の発足
- 「のぞみ用カルテットきっぷ」と「ひかり用カルテットきっぷ」を統合し、「新幹線カルテットきっぷ」の発売を開始。
- 航空機との競合区間に「のぞみ早特往復きっぷ」を設定。
- サービスコーナーを廃止。

ダイヤ改正に伴うキャンペーン
- JR東海は、イメージキャラクターにアイドルグループTOKIOを起用し、タイアップ曲「AMBITIOUS JAPAN!」と共に様々なキャンペーンを行った。

- 東海所有の700系C編成の先頭車側面客室窓下に「AMBITIOUS JAPAN!」と書かれたステッカーでラッピングした。（2005年9月25日まで）
- 東海所有の300系J編成の一部の乗降口横の車体側面にも「のぞみは、かなう。」と書かれたステッカー（丸形）が貼付けられた。（2005年10月頃まで）
- 東海所有の300系・700系の車内チャイムにオルゴール調にアレンジした「AMBITIOUS JAPAN!」を使用。

- 2007年7月に登場した同社保有のN700系もこれを使用

- ダイヤ改正と同日の10月1日にタイアップ曲「AMBITIOUS JAPAN!」をリリース（オリコンチャート初登場1位）
- 「のぞみは、かなう。」のキャッチコピーとCMソングとして「AMBITIOUS JAPAN!」を使用しテレビCMを放映。

- のちに「のぞみはいつも、そこにある。」のキャッチコピーも使用された。

- JR西日本も鬼束ちひろの「いい日旅立ち・西へ」を中心にキャンペーンを行った。

- JR西日本保有の新幹線車両の車内チャイムに「いい日旅立ち・西へ」を使用

- 2007年7月に登場した同社保有のN700系もこれを使用

- 「DISCOVER WEST」キャンペーンを開始

ダイヤ改正の効果
JR東海（東海道新幹線） 2003年10月 - 2004年9月
輸送人キロは3.6%増加（前年比）、運輸収入は3.3%増加。
断面輸送量 - 「のぞみ」と「ひかり」の合計が8%増加（前年比）、「こだま」が4%減少、合計では5%増加。
1日平均利用者数
品川駅は4.2万人。東京駅は14%減少（前年比）した。東京駅と品川駅の合計利用者数は、前年の東京駅利用者数に比べ、6%増加。新横浜駅は1%増加。
ひかりの停車本数が増加した駅の利用者数（1日平均 前年比）
小田原駅で3%増加、三島駅は1%増加、浜松駅も8%増加、豊橋は増減なし。
京浜地区 - 山陽区間「のぞみ」停車駅間の利用が前年比10%増加。
JR西日本（山陽新幹線）2004年3月期下期
新大阪駅 - 西明石駅間における断面輸送量が3.6%増加（前期比※2004年は閏年）。
岡山駅 - 首都圏で約10%、広島駅 - 首都圏で約15%、新山口駅 - 首都圏で約30%乗客数が増加。
2004年3月期下期、乗客1人あたりの平均乗車キロが増加し、輸送人キロが4.9%増加（前期比）した。
- 乗客一人当たりの単価が0.6%減少したものの、運輸収入は3.0%増加した。

### 12月1日
西日本でダイヤ改正。
- この改正までに223系（2000番台）が80両、207系（2000番台）が56両、それぞれ追加投入された。
- JR神戸線では新快速が芦屋駅に全列車停車するようになった。朝ラッシュ時の大阪方面行き快速の車種統一（223系）で速度が向上し、神戸駅 → 大阪駅間で先発先着になったが、この時間帯の普通の本数が微減した。姫路方面の朝の外側快速が兵庫駅から電車線を走行（須磨駅・垂水駅・舞子駅に停車）するようになったほか、夕方の外側快速も1本が新快速に変更された。すべての快速が西ノ宮駅に停車するようになった。姫路発大阪方面行きの最終も繰り下げになった。朝時間帯の西明石発加古川行きの普通は大阪方面から直通するようになった。内側・電車線の高速化が完成し、快速は時速120kmで運転されるようになった。
- JR京都線では、朝時間帯の一部列車の快速運転区間が大阪駅 → 京都駅間に変更され、高槻行きの普通電車の一部が京都行きに延長された。22時台の快速の快速運転区間が大阪駅 - 高槻駅間に変更され、新快速通過駅の停車間隔が約10分間隔になった。
- 琵琶湖線では日中時間帯の米原発と野洲発の順序を入れ替え、野洲駅・近江八幡駅で新快速・普通が相互接続するようになった。
- JR宝塚線では朝時間帯に快速が増発され、この時間帯の京都線直通の普通を全区間内側線走行に変更し、塚本駅を通過する列車はなくなった。日中の普通は207系に統一された。夕方の快速は三田駅 → 篠山口駅間で各駅停車になり、この時間帯の普通電車は新三田行きに見直された。JR東西線からの快速を篠山口行きに延長し、大阪発新三田行きの快速を増発した。中山寺駅に快速が停車するようになった。大阪発22時台の宝塚行き列車が増発された。
- 学研都市線では夜の快速・普通の接続駅を住道駅に変更した。また、大久保行きの区間快速が復活した。
- 播但線では土曜・休日に限り、221系が1往復乗り入れるようになった。
- 木次線では第2木曜運休の臨時列車の増発と出雲横田駅 - 備後落合駅間の減便（出雲横田発18時台と備後落合発6時台の廃止）が行われた。可部線では可部駅 - 加計駅 - 三段峡駅間が廃止された。
- 鷹取駅に隣接して神戸貨物ターミナル駅が開業し、神戸港駅への貨物支線（神戸臨港線）が廃止された。

## 2004年（平成16年）

### 3月13日
九州を中心にダイヤ改正を実施。
新幹線
- 九州新幹線が新八代駅 - 鹿児島中央駅（開業と同時に西鹿児島駅から改称）間で部分開業した。愛称名はそれまで在来線特急列車に使われていた「つばめ」が採用され、新八代駅で接続する連絡特急列車が「リレーつばめ」として新設された。これにより、並行在来線となった鹿児島本線の八代駅 - 川内駅間が第三セクターの肥薩おれんじ鉄道に転換された。これにより、この区間を走る特急は消滅した。
- 上越新幹線に本庄早稲田駅が開業し、越後湯沢駅まで16両が入るようになった。東北新幹線では仙台駅 - 盛岡駅間の定期列車は盛岡駅発着のMaxやまびこ2往復を除き、すべて時速275キロ運転のE2系とE3系に統一され、到達時間が短縮された。東北・上越新幹線では200系車両のF・H編成の全編成とK編成のうちリニューアル改造を受けていない編成は原則的にすべて定期運用から離脱した。

北海道
- 快速「エアポート」のグレードアップが行われた。
- 石勝線の楓駅が信号場に格下げされた。これに伴い、JRの在来線で駅間距離が最も長い区間は同駅を挟んでいた新夕張駅 - 占冠駅間（ 34.3km ）となった（これまでは石北本線・上川駅 - 上白滝駅間の 34.0km であった）。

東日本
- 中央線では「あずさ」1往復を「スーパーあずさ」に変更する形で「スーパーあずさ」の増発と「かいじ」の竜王駅発着列車の増発が行われた。また「あずさ」・「スーパーあずさ」の号数が列車別から発車順に統一された。
- 東海道線では、新宿駅 - 小田原駅間のライナー列車1往復が185系7両編成から251系10両編成に変更され、251系が初めてライナー運用に入った。
- 常磐線では、三河島駅と南千住駅に通勤快速を除くすべての「普通」が停車するようになった。また川尻駅が十王駅に改称された。
- 仙石線に小鶴新田駅が開業した。これに伴い、仙台車両センター宮城野派出所への出入庫を兼ねた苦竹駅発着の列車は小鶴新田駅発着に変更された。
- 磐越西線では、平日ダイヤと土曜・休日ダイヤを統合した。

西日本
- 山口線に快速「やまぐちライナー」が設定された。大和路線から奈良線へ直通する列車が設定された。和歌山線では五位堂信号場がJR五位堂駅として旅客駅化され、下田駅が香芝駅に改称された。山陽本線では広島市内に天神川駅が開業した。

九州
- 鹿児島本線では熊本工大前駅が崇城大学前駅に改称された。
- 久大本線では、キハ183系1000番台が「ゆふDX」として再び投入された。キハ185系「ゆふ」との共通運用とし、奇数日と偶数日とで充当列車を区別する形となった。
- 豊肥本線では特急「あそ」と急行「くまがわ」の一部区間を統合し「九州横断特急」を新設したほか、急行「くまがわ」も特急に格上げされ、九州で運転する急行列車が全廃された。このほか、観光列車として特急「はやとの風」などが新設された。
- 指宿枕崎線では快速「なのはな」の一部に指定席車を連結し、「なのはなDX」として分離された。
- 各路線で普通列車の利便性向上が行われた。

従来より運転士は会社間の境界駅で交代していたが、JRグループ間で新たに締結された協定により車掌も交代するようになった（夜行列車および一部の昼行特急列車を除く）。
夜行列車
- 九州新幹線の部分開業により、寝台特急「なは」の運転区間が新大阪駅 - 西鹿児島駅間から新大阪駅 - 熊本駅間に変更された。

貨物
- 新型貨物電車M250系が「スーパーレールカーゴ」として東京貨物ターミナル - 安治川口駅間に運転開始した（当初は臨時列車扱い）。

### 9月1日
西日本の三江線で落石が相次いだため、速度を落とすダイヤ改正を実施した。

### 10月1日
九州でダイヤ修正。
- 九州新幹線では、鹿児島中央駅北側の薩摩田上トンネルで騒音対策工事による徐行運転（195km/h → 120km/h）に伴い、川内駅 - 鹿児島中央駅間の所要時間を1分追加するダイヤ修正を実施した。原則として下り（鹿児島中央行き）の鹿児島中央駅着時刻を1分繰り下げ、上り（新八代方面行き）の鹿児島中央駅発時刻を1分繰り上げるダイヤとし、鹿児島中央駅で接続する在来線の一部列車でも時刻変更が行われた。

### 10月16日
本州3社でダイヤ改正。
東日本
首都圏在来線
- 池袋駅・新宿駅構内の改良工事の完成で湘南新宿ラインの増発（1日38往復 → 64往復）とこの路線に直通する系統を含む宇都宮線・高崎線普通列車へのグリーン車連結が行われた。グリーン車Suicaシステムが導入された。特別快速が新設され、湘南新宿ラインは全列車E231系電車に統一された。
- 宇都宮線から115系が撤退した。
- 上越線の高崎駅 - 井野駅間に高崎問屋町駅が開業した。
- 埼京線では夜間を中心にりんかい線の直通を増発し、りんかい線内の折り返し列車も含めてすべて10両編成に増強された。
- 東海道線ではE231系電車の大量導入により、沼津・静岡方面への直通列車が大幅に減少し、JR東日本所属のグリーン車連結編成のJR東海管内への乗り入れは沼津駅までとなった。
- 京葉線では通勤快速が新木場駅に停車するようになった。
- 千葉地区では、E257系500番台が導入され、特急「すいごう」が「あやめ」に統合された。また、房総特急における「おはよう」・「ホームタウン」の冠名称の使用も廃止された。

その他の地区
- 仙台地区では、仙山線・仙石線・磐越西線で快速「仙山」・「ホリデー仙山」・「うみかぜ」・「ばんだい」の各名称が廃止された。
- 磐越西線では快速「あいづライナー」が廃止された。
- 仙山線・仙石線では平日ダイヤと土曜・休日ダイヤが統合された。
- 陸羽東線では快速「湯けむり」が廃止された。

東海
名古屋地区在来線
飯田線
- 天竜峡 - 辰野間で運行本数の見直しを行い、昼間時間帯を中心に普通列車を削減した。このダイヤ改正がJR東海では初の減便改正となった。
- 夕方の通学時間帯の快速停車駅を増やした。
- 辰野駅の4時台の始発列車が廃止され、伊那松島発（5時台）に見直された。
- 夜は岡谷発駒ケ根行を22時過ぎから20分繰り下げ、新宿発の「スーパーあずさ」から接続するようになった。

高山線
- 岐阜 - 美濃太田間で、昼間帯に普通列車2往復を増発した。これにより、同区間の日中は必ず約30分間隔での運転となった。
- 22時台の高山発猪谷行が坂上行に見直された。

その他の地区
- 静岡 - 浜松間に「ホームライナー」を増発。
- 金曜日運転の「ホームライナー浜松5号」の運転を取り止めた。
- ホームライナー「沼津4号」は浜松始発となった。
- 東京から静岡方面・御殿場線への直通列車が消滅ないし大幅に減少した。

西日本
在来線特急列車
- 大阪駅 - 米子駅間（福知山線経由）の急行「だいせん」が廃止され、補充として大阪発福知山行きと米子発鳥取行きの最終を繰り下げた。特急「北近畿」の終発が22時台になった。

京阪神地区在来線
- この改正に向けて、223系（2000番台）が164両追加投入された。
- JR京都線で朝夕ラッシュ時に新快速が増発され、西明石行きの列車が復活した。これに伴い大阪発8時台終わりの快速西明石行きと夕方の草津線・湖西線直通の外側快速は廃止され、西明石行き快速は0時台の終電のみになった。また、新快速の増発により外側線の線路容量が限界に達したため、朝ラッシュ時のJR京都線の大阪方面行き快速の京都駅 → 高槻駅間は内側線走行となった（長岡京駅外側線ホームの使用廃止）。朝ラッシュ時のダイヤは等間隔になり、この時間帯の快速の223系への統一により速度が向上した。野洲駅発着の普通も設定されたが、大久保駅折り返し列車は削減された。大阪駅の始発列車から米原駅に行くことができるようになった。野洲駅に4ドアの普通電車が発着するようになった、
- 湖西線では朝夕の快速をJR京都線区間で新快速に変更した。通勤型車両が定期列車として近江今津駅まで（平日は西明石発と塚口行き、土曜・休日は新三田駅発着）乗り入れるようになった。日中の堅田駅折り返しは223系4両編成に変更された。
- 223系の追加投入により本線系統の快速から113系が運用を離脱し、朝晩の大垣駅発着の列車は221・223系に変更されたほか、草津線でも223系の運用を開始した。これに先立って宮原所属の113系運用も6月11日限りで廃止され、播但線の平日朝の1往復は221系に置き換えられた。
- JR神戸線の外側快速の列車番号は5700番台に統一された。
- 阪和線では大阪市内の上り線高架化に伴う通過待ちの見直しが行われた。夕方ラッシュ時の東岸和田駅折り返しは廃止された。
- 大和路線と阪和線では平日ダイヤのラッシュ時間帯に、6両編成の列車に女性専用車両を設定した。

その他の地区
- 各地域で朝夕時間帯に特急が増発された。
- 広島シティネットワークでは、呉線や可部線などで快速列車が増発された。
- 浜田発益田行きの最終が定期列車に格上げされた。

### 11月9日
貨物では、大阪環状線貨物支線の境川信号場 - 浪速駅間（通称：大阪臨港線）が同日付で休止となり、浪速駅を発着する貨物列車（不定期）も同日付で休止となった。この区間は2006年4月1日付で正式に廃止となった。

### 12月11日
東日本では、小田急電鉄のダイヤ改正に伴い、相互直通の常磐線各駅停車 - 地下鉄千代田線でダイヤ修正。小田急との直通運転が早朝・深夜にも拡大された。

### 12月19日
西日本の加古川線が電化され、所要時間の短縮や初終電の繰上げ・繰り下げを実施 した。電化用として125系が4両新製投入されたほか、103系の改造車（3550番台）が16両投入された。

## 2005年（平成17年）

### 3月1日
愛・地球博（愛知万博）を見据え、東海・西日本・九州を中心に改正。
新幹線
- 「のぞみ」の強化が行われた。東京駅 - 岡山駅間の本数が1時間に3本に増発され、東海道区間での1時間あたりの最大運転本数が8本となった。
- 品川駅に停車する「のぞみ」が増加した。
- 山陽新幹線では運行パターンが一部見直された。

東日本
- 常磐線ではE653系が追加投入（4両編成1本）され、特急「フレッシュひたち」の上下各3本が7両編成から11両編成に増強された。
- 山手線では4月17日にE231系500番台に統一され、205系が撤退した。
- 越後線に内野西が丘駅が開業した。

東海
- 特急「しなの」の上下各4本が万博アクセス目的で高蔵寺駅に、各1本が空港輸送目的で金山駅に停車するようになった。
- 万博アクセス列車として中央線の名古屋駅と愛知環状鉄道線の八草駅までを結ぶ「エキスポシャトル」「快速エキスポシャトル」の運行を開始した。万博開幕後は全て10両編成で、愛知環状鉄道線内はいずれも無停車であった。

西日本
在来線特急列車
- 北越急行に683系8000番台が投入され、定期特急「はくたか」が681系・683系に統一された。
- 益田駅 - 小倉駅の「いそかぜ」が廃止され、山陰本線の山口県区間の特急列車は消滅したほか、関門トンネルを通過する定期特急列車は夜行列車を除いて消滅した。

京阪神地区在来線
- 新快速の日中1時間に1本が播州赤穂駅発着に延長された。この時間帯の上郡・岡山方面の列車は相生駅発着に変更された。加古川駅の4番のりばの使用も開始され、折り返し列車や朝晩を除いて両方向とも緩急接続が行われるようになった。これに伴い朝ラッシュ時の新快速の通過待ちも見直された。また、JR神戸線ではひめじ別所駅が開業、普通（西明石駅からは快速）が停車するようになった。
- 山陰線では城崎駅が城崎温泉駅に改称された。

その他の地区
- 姫新線や因美線では朝晩の列車を快速に変更した。
- 芸備線では東城駅 - 備後落合駅間が1日3往復に削減された。

夜行列車
- 東京駅 - 下関駅間の寝台特急「あさかぜ」、東京駅 - 長崎駅間の寝台特急「さくら」が廃止され、「富士」は門司駅まで「はやぶさ」との連結運転になった。

### 6月19日
西日本では、4月25日に発生したJR宝塚線脱線事故のため不通だった宝塚駅 - 尼崎駅間の復旧に伴い、福知山線（JR宝塚線）を中心に若干の時刻修正を行った。このときはダイヤに余裕を持たせることを目的とした小規模の改正であったため、「ダイヤ改正」ではなく「ダイヤ修正」という文言が使用された。北近畿タンゴ鉄道直通の「タンゴエクスプローラー」はATS機器の関係でKTR8000形（タンゴディスカバリー）の車両に置き換えられた。また、117系の福知山線運用が廃止された。

### 7月9日
東日本では、常磐線の新たな競合路線となるつくばエクスプレスの開業を8月24日に控え、それを前に異例の常磐快速線単独での改正を行った。新型車両E531系の新規投入およびこの車両を用いて上野駅 - 土浦駅間を最速55分で結ぶ特別快速の新設、特急「フレッシュひたち」の増発及び停車駅の変更・統一が行われた。

### 7月17日
西日本の岡山地区で、岡山駅改良工事によるダイヤ変更が行われた。

### 9月11日
西日本では、奈良駅周辺の高架化工事進捗（仮線への切り替え）に伴い、関西本線（大和路線）・奈良線・桜井線でダイヤ修正を実施した。当初は同年5月22日に実施される予定であったが、福知山線脱線事故の影響により延期になっていた。

### 10月1日
全国的なダイヤ改正を実施。
東海
- 愛・地球博開催期間中（厳密にはその前後を含む3月1日 - 9月30日）に増発されていた「エキスポシャトル」の運転が、万博閉幕に伴い終了した。

- 直通需要が好調であったことから、日中は名古屋駅 - 高蔵寺駅 - 岡崎駅間を、通勤時間帯は名古屋駅 - 高蔵寺駅 - 瀬戸口駅間を直通する定期列車の運転を開始した。

- 特急「伊那路」は全列車が温田駅に停車となった。
- 台風による災害で不通となっていた高山線は飛騨古川駅 - 角川駅間で普通のみ運行を再開した。

西日本
- JR宝塚線脱線事故を契機に、アーバンネットワークの一部路線で所要時間および停車時間に余裕を持たすなどのダイヤ改正を実施（奈良線は前述の9月11日ダイヤ修正にて実施された） した。
- 山陽本線では、岡山駅 - 庭瀬駅間に北長瀬駅が開業した。
- 芸備線では新見駅 - 備後落合駅 - 三次駅間で夜間時間帯の列車時刻が大幅に変更された。備後落合発の最終を三次行きが19時台、新見行きを20時にした。
- 呉線にキハ47形改造の「瀬戸内マリンビュー」が登場した。

九州
- 特急列車・快速列車の増発を行うとともに、「リレーつばめ」・「有明」にそれまでより一層充実させた設備を持つグリーン車の「デラックスグリーン席」を連結開始した。
- 関門トンネルを通過する普通は全列車下関駅で乗り換えとなり、本州内の在来線ではJR九州の車両による定期運用は寝台列車を除いて消滅したほか、関門トンネルを通過する気動車の定期列車も消滅した。
- 直前の9月23日、筑肥線に九大学研都市駅が開業した。

夜行列車
- 寝台特急「彗星」が廃止され、「あかつき」と「なは」が京都駅 - 鳥栖駅間で併結運転となった。

### 11月27日
西日本では、南海電気鉄道の大規模ダイヤ改正（関空アクセスの拡充）に伴い、りんくうタウン駅 - 関西空港駅間で南海と線路を共用する関西空港線および阪和線でダイヤ修正を実施した。

### 12月10日
東日本では新幹線のダイヤを大幅に改正。
東日本
新幹線
- 東北新幹線・山形新幹線・秋田新幹線の「はやて」（盛岡発着を2往復設定）・「こまち」・「つばさ」の定期列車が増発された。盛岡・八戸・秋田発着の定期列車は時速275キロ運転のE2系とE3系に統一された。仙台駅で日中に「はやて」と「やまびこ」のスムーズな乗り換えができるようになった。東京駅における東日本の新幹線の方面別のホーム使用が廃止され、20 - 23番線のどのホームからも発着するようになった。

在来線
- 房総地区の特急「しおさい」「あやめ」に使用されていた183系がE257系500番台に置き換えられた。また、「しおさい」にも255系が投入された。

- 255系使用の特急「ビューわかしお」は「わかしお」に、「ビューさざなみ」は「さざなみ」にそれぞれ変更となった。
- 高崎線では東海道線から転用してきた211系によるグリーン車の連結を開始した。
- 武蔵野線では205系に統一され、103系が撤退した。
- 常磐線では金曜日に仙台発原ノ町行きのホームライナーが設定された。

西日本
- 上越新幹線のダイヤ改正に合わせて特急「はくたか」・「北越」の時刻が変更されたほか、接続する特急「サンダーバード」などの時刻が変更 された。

## 2006年（平成18年）

### 3月18日
東日本の新幹線エリアを除きダイヤ改正を実施。
東海道・山陽新幹線
- 神戸空港や北九州空港の開港に対抗して博多発着の「のぞみ」が終日1時間あたり2本に増発された。
- 姫路発朝6時に東京行、東京発夜19時台に姫路行の「のぞみ」が設定され、新神戸駅が全列車の停車駅になった。これによって神戸・姫路方面から東京への利便性が向上した。
- 山陽新幹線では「こだま」の運転本数が削減され、「こだま」号のみの停車駅では1時間以上停車間隔が開く時間帯が発生することになった。小倉 - 博多間に700系使用の「こだま」が登場した。補充のために15年ぶりに三原駅に停車する「ひかりレールスター」が登場した。
- 前年4月のJR宝塚線脱線事故を機に所要時間の見直しを行い、ダイヤに余裕時分が付け加えられ、500系「のぞみ」の新大阪 - 博多間の所要時間を3 - 4分延ばした。

「RAIL GOサービス」が廃止された。
北海道
- JR東日本所属の485系による運転で、経年劣化に伴う故障による運休が頻発していた「白鳥」の本数を削減して、789系の特急「スーパー白鳥」に置き換え、函館駅 - 八戸駅間の「スーパー白鳥」での運行を5.5往復（ほかに函館発青森行きが1本）とした。また、「スーパー白鳥」の基本編成を5両から6両に変更した。特急「スーパー白鳥」の木古内駅への停車が拡大された。
- 特急「北斗」・「スーパー北斗」の森駅・八雲駅への停車が拡大された。
- エル特急「ライラック」・「スーパーホワイトアロー」が増発された。
- 札幌近郊区間では快速「エアポート」が増発され、新千歳空港へのアクセス改善が図られた。また、小樽駅での発着ホームが4・5番線に統一されたほか、夜間帯の下り「エアポート」が白石駅に停車拡大された。
- 宗谷本線の旭川発始発列車が幌延行きから稚内行きに延長され、普通列車でも正午に稚内駅へ到着することが可能になった。特急「スーパー宗谷」も運行時間の変更で滞在時間が拡大した。
- 石勝線では朝5時台の追分発の普通を6時台新夕張発夕張行きに見直した。
- 札沼線（学園都市線）はあいの里教育大駅発着列車の一部をあいの里公園駅または石狩当別駅まで延長した。
- 北海道内相互発着のすべての特急列車と急行「はまなす」が全面禁煙化された。
- 函館本線張碓駅（臨時乗降場）・札沼線中徳富駅・宗谷本線智東駅（臨時乗降場）・宗谷本線南下沼駅・石北本線新栄野駅・留萌本線東幌糠駅・室蘭本線旭浜駅が廃止された。
- 北海道新幹線青函トンネル工事への準備に伴い、吉岡海底駅への定期列車の停車がなくなり、イベント時の臨時列車のみの停車となった。同時に、吉岡海底駅見学コースの設定も廃止された。

東日本
- 東武鉄道との直通運転列車として、485系・東武100系による特急「日光」・「きぬがわ」・「スペーシアきぬがわ」が新宿駅 - 東武日光駅・鬼怒川温泉駅間に新設された。
- 前年7月に単独で改正を行った常磐線は、首都圏新都市鉄道つくばエクスプレス開業後の利用動向をにらみ、特別快速上り1本増発や松戸駅・柏駅において、特別快速と各駅停車との利用が多い方向における乗り換え時間を短縮したほか、特急「フレッシュひたち」の増発、さらに時刻変更による平日日中時間帯の新松戸駅での武蔵野線との接続改善を行った。上野駅 - 取手駅間の快速は微減または成田線直通列車に変更され、平日朝上り2本の通勤快速は普通列車（取手駅 → 上野駅間は快速）へ格下げが行われた。これらの見直しにより、常磐快速線・成田線我孫子駅 - 成田駅間で運用されていた103系は営業運転を離脱した。また、勝田駅にすべての特急列車が停車するようになったほか、上野発水戸行きの23時台を2本に増発した。
- 東海道本線・伊東線・横須賀線・総武快速線・総武本線・成田線・内房線・外房線・宇都宮線（東北本線）宇都宮駅 - 黒磯駅間でもグリーン車Suicaシステムが導入された。
- 長年「湘南電車」の顔で親しまれていた113系が首都圏の東海道線・伊東線の運用を離脱した。また、東海道線ではE217系が投入され、東京駅 - 熱海駅間で限定運用を開始した。
- 横浜線においては、快速が菊名駅に停車するようになった。

東海
関西線方面がメインの改正。
在来線特急列車
- 特急「南紀」は、鈴鹿と三瀬谷に全列車が停車するようになり、停車駅が統一された。
- 特急「ふじかわ」は、清水、内船、甲斐岩間、鰍沢口、市川大門の各駅に全列車が停車するようになり、停車駅が統一された。

名古屋地区在来線
- 名古屋駅 - 奈良駅間の急行「かすが」が廃止された。これにより、東海所有の車両による定期急行列車は消滅した。

- 特に「かすが」の廃止により、奈良県内からは気動車による定期運用が消滅したほか、JRの鉄道路線がある46都道府県で唯一、在来線の定期の優等列車そのものが消滅した。

- 快速みえは、鈴鹿に全列車が停車するようになった。
- 関西線および武豊線では、快速列車の運転時間が拡大された。前者では普通列車の増発もあった。

西日本
JR宝塚線脱線事故が発生して以来初の大規模なダイヤ改正で、山陽新幹線を含む西日本の大半の路線でダイヤに余裕を持たせた。新幹線の所要時間を（全体的に）延長したのは1964年の開業以来初のこととなった。
京阪神地区在来線
- 全面的に本数が見直され、朝晩や日中を中心に削減が行われた。
- 日中の西明石駅発着の普通の半数が須磨駅発着に変更され、この時間帯の運転系統は京都駅 - 須磨駅間・JR東西線直通・高槻駅 - 新三田駅間に再編された。西明石駅に乗り入れる列車はJR東西線直通のみになり、須磨駅 - 西明石駅間は207系のみになった。また、大久保駅折り返しの普通や大阪発野洲行きの夕方の外側線走行の快速、JR神戸線からの草津線直通の快速を廃止した。昼前の快速1本の運転区間が見直され、加古川駅折り返しに変更された。日中の加古川始発大阪方面行きの快速の東加古川駅での通過待ちは廃止された。
- 湖西線では通勤形車両を使う午前中の堅田駅発着の普通電車と朝夜の近江今津駅発着の普通を廃止した。
- JR宝塚線ではJR東西線から直通する新三田行きの最終の快速が廃止された。
- 学研都市線では長尾行きの列車を廃止し、終電の繰上げを行った。
- 大阪環状線では始発時刻の繰り下げを行った。
- 大和路線では日中の普通の半数が柏原駅発着に変更された。また上り列車で柏原駅での快速列車の通過待ちが大幅に増えた。
- 関西線ではスイッチバック式の中在家信号場における定期列車同士の列車交換がなくなった。
- 阪和線では、2003年10月4日から運転されていた土曜・休日朝の大阪環状線直通の区間快速が廃止された。
- 播但線では221系運用を103系の借り入れに変更した。
- 前年12月1日から運転を開始した321系は運用数が増加し、篠山口駅まで乗り入れるようになった。これに伴い、205系の運用は2月7日付けで終了し、阪和線用として日根野に転属された。

その他の地区
- 広島地区の芸備線・呉線では「のぞみ」との接続改善のために始発列車の大幅な繰上げが行われ、他の地区でも始発や最終の繰上げ・繰り下げが実施された。
- 西出雲駅発着の回送列車の一部を客を乗せる運行に変更し、最終が日付を越えるようになった。
- 米子支社の管内を運行する列車のうち、運休日のある列車の列車番号については5000番台に変更された（ただし、保守工事によるものや境線は従来通り）。
- 特急「やくも」・「スーパーやくも」が統合され、全列車が「やくも」として運行されるようになった。始発・終発の繰り上げ・繰り下げも行われた。。
- 直前の3月1日付で富山港線が廃止、富山ライトレールに移管されて同年4月29日より新会社での営業運転が開始された。

九州
- 豊肥本線に光の森駅が開業した。これに伴い、水前寺駅および武蔵塚駅発着の特急「有明」の一部が同駅発着に変更された。

夜行列車
- 札幌駅 - 稚内駅間の夜行特急「利尻」及び札幌駅 - 網走駅間の特急「オホーツク」の夜行便（9・10号）が季節臨時列車に変更（「利尻」は「はなたび利尻」に改称されて夏季のみ、夜行「オホーツク」は81・82号として冬季のみ運行）された。この結果北海道内相互発着の定期夜行列車は、札幌駅 - 釧路駅間の特急「まりも」のみとなった。
- 東京駅 - 出雲市駅間の寝台特急「出雲」が廃止された。この関係で、「サンライズ出雲」・「サンライズ瀬戸」の停車駅に上郡駅が代替で加わった。
- 大阪駅発着の寝台特急「日本海1・4号」は、青森駅 - 函館駅間が区間廃止され、3・2号とともに青森駅発着となった。

この時のダイヤ改正は直通運転・接続の関係もあり東武鉄道（伊勢崎線系統）をはじめ、東京急行電鉄（田園都市線・東横線）・小田急電鉄・樽見鉄道などを除いた第三セクター鉄道などでも同時に行われるなど、かなり大規模のものになった。
北海道ちほく高原鉄道ふるさと銀河線は4月21日の廃止を控えていたこともあり、ダイヤ改正は行われず、帯広直通列車の時刻にも変更はなかった。

### 5月21日
西日本では、阪和線で大阪市内の下り線高架化・待避駅の変更（長居駅→鶴ヶ丘駅）に伴うダイヤ修正を実施した。

### 6月1日
四国で改正を行い、牟岐線の徳島駅 - 阿南駅間で夜に特急「ホームエクスプレス阿南」を増発した。また同年5月より徳島地区に1500形気動車が投入された。

### 7月8日
東日本の宇都宮線・高崎線を中心にダイヤ改正。
- 上野駅を発着する宇都宮線・高崎線普通列車の全列車にグリーン車が連結されるようになった。また15両編成で運転する列車が増え、宇都宮線は自治医大駅・石橋駅・雀宮駅のホーム延長により、宇都宮駅まで15両編成での運転が開始された。
- 新幹線では、上越新幹線は熊谷駅に、長野新幹線は高崎駅に停車する列車が増えた。

### 10月1日
東海、名古屋地区の東海道線が中心の改正。
- 313系5000番台が投入され、快速（新快速・特別快速・区間快速を含む）の増発・増結が行われた。

- 新快速及び特別快速は、朝ラッシュ時は8分間隔、夕ラッシュには10分間隔で運行する。
- これに伴い、豊橋 - 大垣間の快速および新快速は昼間時間帯でも6両編成、朝ラッシュ時は8両編成となった。

- 普通列車は一部の岡崎発着が大府止まりに縮小され、岡崎 - 豊橋間が減らされたほか、途中駅での通過待ちも増加して所要時間が長くなった。
- 飯田線と東海道線の接続を改善する一方、飯田線から東海道線への特別快速直通は廃止された。
- 浜松駅発着の快速も大幅削減となった。
- そのほか、快速の増発により夕方から夜にかけてのホームライナーの見直しも行われた。
- 夕ラッシュ時の区間快速武豊行が概ね30分間隔から20分間隔となった。
- 車両面では、313系5000番台の投入によって余剰となった大垣車両区の211系5000番台が豊橋駅 - 米原駅間での定期運用から撤退し、静岡車両区に転属し、静岡所属の115系の一部が置き換えられた。

### 10月21日
西日本のみ（京阪神地区と北陸地区が中心）でダイヤ改正を実施。
- 湖西線の永原駅 - 近江塩津駅間と北陸本線の長浜駅 - 敦賀駅（正確には北陸トンネル敦賀側）間が直流電化となり、新快速が近江塩津駅・敦賀駅まで乗り入れるようになった。朝の木ノ本始発が敦賀始発に延長されたほか、長浜駅 - 近江塩津駅間を1時間に2本に増発した。湖西線の朝夕の快速も敦賀駅発着に延長された。この区間で西日本が発注した初の交直流両用近郊形車両となる521系が新たに導入されて米原駅 - 敦賀駅 - 福井駅間の一部の普通に投入されたほか、125系が6両追加投入され（2003年の小浜線電化用に投入された8両と共通運用）、一部の旧型車両を置き換えた。これに伴い北陸本線の普通は大半が敦賀駅で乗り換えになった。
- JR宝塚線では321系の篠山口駅への乗り入れが消滅した。
- 11月3日には播但線の103系非ワンマン運用が113系の借り入れに変更された。
- 高山線の富山駅 - 猪谷駅間では社会実験の一環として昼間の列車が増発され、富山発の最終が20分ほど繰り下げられた。

### 12月10日
西日本の岡山地区のみでダイヤ改正を実施。岡山駅の改良工事の進捗で各線のホームが変更となった。また快速「マリンライナー」の妹尾駅に停車する列車が増えた。木次線では上り列車2本の時刻変更が行われた。また、津山線では暫定ダイヤを実施した。

### 12月15日
西日本の三江線の浜原駅 - 三次駅の復旧に伴い、暫定的なダイヤ改正を実施した。浜原駅での列車と代行バスの接続を重視した改正であった。

## 2007年（平成19年）

### 3月18日
北海道・四国を除く各社で、在来線を中心に改正が行われた。
東日本
首都圏在来線
- 常磐線の上野駅発着の中距離電車がE531系に統一され、グリーン車の連結が開始された。これにより、415系1500番台・E501系が友部駅・水戸駅 - いわき駅・原ノ町駅間および水戸線直通の運用に転用された。この置き換えに伴い、常磐線の普通列車は原則として水戸駅（または勝田駅）での運転系統分割が行われた。
- 新型車両の投入も多数行われ、水郡線にキハE130系が投入された。常陸大子発の始発列車が平日・土曜日のみから毎日運転になった。前年12月に中央快速線に投入されたE233系が富士急行線・青梅線（奥多摩駅まで）・五日市線・八高線（高麗川駅まで）への乗り入れを開始した。
- 山手線では、ATCが前年7月にデジタル式に変更されたことから、ラッシュ時に列車を増発・日中の等間隔ダイヤへの変更が行われた。
- 東海道線の快速「アクティー」が戸塚駅に停車するようになった。また湘南新宿ラインの特別快速の一部の列車が臨時列車で特定日に熱海駅まで延長された。
- 吾妻線の特急「草津」は朝・夜の1往復が廃止された。
- PASMOの発売・利用が開始され、同時にSuicaとの相互利用が可能となった。

その他の地区
- 同じ日に開業した仙台空港鉄道（仙台空港アクセス線）との直通運転が開始された。これに伴う車両更新のため、E721系がデビューし、仙台地区の455系・457系・717系を置き換えた。
- 仙台発原ノ町行きのホームライナーは廃止された。
- 磐越西線では、快速「あいづライナー」が485系「あかべぇ」編成により復活、郡山駅 - 会津若松駅間に2往復（土曜・休日は3往復）設定された。
- 仙石線では、多賀城駅周辺の高架化工事に伴って多賀城駅折り返し列車の一部が東塩釜駅折り返しに変更され、それによる運用増で一旦運用を離脱した103系が再投入された（RT235編成。ただし2009年10月に205系が首都圏から転入したため運用終了）。
- 花輪線では、水郡線からキハ110系が転入し、キハ58系・キハ52形の非冷房車を置き換えた。

東海
静岡地区を中心とした改正。
- 特急「東海」が廃止された。
- 夜行快速列車「ムーンライトながら」の運転時刻や指定席の取り扱いが変更された。
- 静岡地区では普通列車の運転系統が見直され、運行本数の増減が行われた。

- 三島 - 沼津間、興津 - 島田間、掛川～浜松間は増便、富士 - 興津間および島田 - 掛川間は減便となった。

- 車両面では313系を増備し、静岡地区および飯田線に投入した。改正前にすでに投入されていた中央線も合わせ、東海の所有する113系・115系・123系の定期運用が消滅した。静岡地区ではすべての車両がJR発足以降に製造された車両に統一され、主要時間も短縮された。
- 静岡地区では普通列車の多くがロングシート車で運用されるようになった。
- 東海道線に平日のみ1往復あった「通勤快速」が廃止された。

名古屋地区在来線
- 金山駅に停車する特急「しなの」が増加した。
- 飯田線と特急「あずさ」との接続が改善された。
- 「セントラルライナー」の最高速度を130km/hに引き上げ。

西日本
- 加古川線以外でダイヤ改正が実施されたが、大幅な時刻変更・列車の増発・減便などは特になく、時刻の微調整や津山線の復旧に伴う新しいダイヤでの運行再開などが行われた。
- 広島・山口地区では山陽本線では快速「通勤ライナー」における岩国 - 柳井間の快速運転の廃止と、海田市駅への快速「通勤ライナー」（山陽本線系統）の新規停車、芸備線の始発繰上げが行われた。
- 和歌山線の北宇智駅のスイッチバックが廃止され、京阪神地区からスイッチバックが消滅した。
- 321系の配置数が一定数に達したことにより、JR京都・神戸線の201系が運用を離脱（前年の11月29日限りで定期運行を終了）し、大阪環状線・大和路線に転属した。
- 草津線では21時台に増発された。
- 昼前の湖西線で堅田駅発着の通勤型車両使用の普通と早朝の播但線への221系乗り入れがそれぞれ復活した。

四国
- 土讃線の特急「南風」の運行区間の見直しが行われ、宿毛駅まで行く列車が2往復に削減された。

九州
- 新幹線・特急列車のダイヤを変更し、特急「ソニック」と新幹線の接続の改善、「リレーつばめ・つばめ」や佐賀駅発着の「かもめ」の増発が行われた。また福岡都市圏では813系・817系の追加投入が行われ、鹿児島地区に415系が転属となり、475系急行形車両を置き換えた。

また各社で新駅が開業し、東日本では太子堂駅・東北福祉大前駅・平田駅、東海では野田新町駅、西日本ではさくら夙川駅 が開業した。西日本では「西ノ宮駅」が「西宮駅」に表記を変更した（読み方は変更なし）。
この改正では世界的な風潮と健康増進法第25条（受動喫煙防止）の影響により、全国的に新幹線・特急列車の禁煙席の拡大、および全車禁煙化が進んだ。東日本では、自社内相互発着列車および特急「白鳥・スーパー白鳥」ならびに「踊り子」が全車禁煙となった（寝台列車は除く）。九州でも一部列車を除き全面禁煙となった。

### 6月16日
西日本の三江線の江津駅 - 浜原駅間が復旧した。1往復を山陰本線の浜田駅まで直通させ、江津駅での接続も改善されることになった。土曜・日曜運休の早朝・夜の江津駅 - 石見川本駅間の列車は廃止された。

### 6月30日
豪雨で一部不通となっていた越美北線（九頭竜線）が全線復旧した。

### 7月1日
東海道・山陽新幹線および西日本の一部でダイヤ改正を実施。
東海道・山陽新幹線
- 新型車両N700系が運転を開始して「のぞみ」の増発・所要時間の短縮が図られたほか、品川駅を始発とする列車（のぞみ99号博多行）が新たに設定された。

- また、N700系の投入・増備により、ダイヤ改正後300系の廃車が始まり、500系「のぞみ」の置き換えも開始された｡

- 8時台に新横浜に停車する上り「のぞみ」「ひかり」を拡大。
- 早朝と深夜の列車で所要時間を5分程度短縮。

西日本（岡山・広島地区）
- 津山線の徐行運転が解除され、脱線事故前のダイヤに復旧した。芸備線では、急行「みよし」の廃止と快速「みよしライナー」の増発、等間隔ダイヤへの変更が行われた。同時に夜間滞泊を伴わない志和口駅発着列車が復活した。可部線で早朝時間帯に列車が増発された。
- 岡山地区では昼間の発車時刻の見直しを行い、各路線ともパターンダイヤに変更した。混雑の激しい快速「マリンライナー」の増結（5両 → 6両編成）も実施した。

### 8月27日
JR西日本・JR神戸線の甲子園口駅バリアフリー工事が着工した。これに伴い、甲子園口駅折り返し列車の運行が廃止され、尼崎駅発着・芦屋発（明石品質管理センターから回送）に変更された。（工事完了後の2009年3月14日より再開）。

### 9月8日
東海でダイヤ改正を実施。
- 高山線の全線復旧に伴い富山駅発着の特急「ひだ」の運転が再開されたほか、普通との接続改善が行われた。
- 東海道線では快速列車の午前中と夕方の一部列車の編成増強が行われた。

### 10月1日
北海道でダイヤ改正を実施。
- 旭川・稚内方面では、特急「ライラック」に使用していた781系が全車営業運転を離脱し、代わりに789系1000番台7編成35両を新製導入し、旭川駅発着の電車特急は愛称名をこれまでの「ライラック」・「スーパーホワイトアロー」から「スーパーカムイ」に統一した。これにより、札幌駅 - 旭川駅間の所要時間は一部を除き1時間20分に統一された。また、旭川発の「スーパーカムイ2号」が5時台前半、稚内発の特急「スーパー宗谷4号」が16時台にそれぞれ繰り上げ、札幌駅での接続が改善された。
- 帯広・釧路方面では、帯広駅発着の特急「スーパーとかち」1本と「とかち」1本を釧路駅まで延長し、「スーパーおおぞら」が7往復に増発された。キハ283系で運転する特急列車は7両編成が基本となった。さらにキハ261系1000番台13両を新製導入し「とかち」1本を「スーパーとかち」に置き換え、「スーパーとかち」の運転本数は上下合わせて6本に増えた。夜行特急「まりも」が季節列車に変更された。このほか、根室本線では夜間を中心に普通の時刻が大幅に変更された。
- 苫小牧・函館方面では、室蘭駅発着の特急「すずらん」の使用車両が781系から785系に置き換えられたほか、新たに沼ノ端駅に停車を開始した。特急「北斗」・「スーパー北斗」の停車駅を拡大し、伊達紋別駅・長万部駅・八雲駅・森駅に停車する列車が増えた。また、糸井駅発着の普通列車を増発し、特急列車との接続が改善された。
- 札幌都市圏の普通・快速列車では区間快速「いしかりライナー」の停車駅を拡大し、全列車が白石駅に停車を開始した。快速運転する区間も見直され、札幌駅から手稲駅までと江別駅までの2パターンになった。この他、夕ラッシュ・夜間の列車について列車編成両数を増やし、混雑の緩和が図られた。

## 2008年（平成20年）

### 3月15日
各社でダイヤ改正を実施。
新幹線
東海道・山陽・九州新幹線
- 岡山駅発着の「のぞみ」を広島駅発着に延長し、東京駅 - 広島間が1時間に3本運転になった。新神戸の始発繰上げを目的として、西明石発の「のぞみ」が設定された。「ひかり」の停車パターン変更を行った。N700系を「ひかり」運用にも充当し、東海道新幹線史上初めての新横浜駅が始発駅となる「ひかり393号」の運行を開始した。また、「のぞみ」・「ひかり」の全列車が品川駅・新横浜停車に統一された。山陽新幹線の「ひかり」の一部に東広島駅・新尾道駅・新倉敷駅停車列車が復活した。「こだま」は前年7月改正に続き削減された。姫路発の2本目の列車の「ひかり」は廃止された。

東北・上越・長野新幹線
- 東日本方面では、仙台駅始発の「はやて」が新設された。「こまち」や「あさま」の増発が行われた。

北海道
- 青函トンネル内における北海道新幹線建設工事の本格化に伴い、津軽海峡線を経由する夜行寝台列車の削減や時刻変更を行ったほか、特急「オホーツク」の臨時夜行便が廃止された。
- ダイヤ改正後も臨時列車として運転を続けていた夜行特急「まりも」も8月31日に廃止され、北海道内相互発着の夜行列車は消滅した。
- 札幌都市圏では、快速「エアポート」や普通列車を増発した。

東日本
在来線特急列車
- 品川駅の横須賀線ホーム増設に関連し特急「成田エクスプレス」の増発を行ったほか、総武快速線の一部列車を品川駅発着に延長した。
- 中央東線では、「中央ライナー・青梅ライナー」の使用車両を183系からE351系・E257系に変更したほか、特急「スーパーあずさ」の一部列車が立川駅に停車を開始した。

首都圏在来線
- 京浜東北線・根岸線では、本格的にE233系1000番台の導入が始まり、209系の置き換えが始まった。
- 横浜線では、根岸線を経由して横須賀線逗子駅発着の直通運転を廃止した。
- 東海道線では、改正直前にE233系3000番台が営業運転に投入され、E217系との共通運用が開始された。また、「湘南ライナー・おはようライナー新宿・ホームライナー小田原」の使用車両が185系・215系・251系に変更された。
- 総武快速線では、「ホームライナー津田沼」が廃止された。
- 宇都宮線では、「おはようとちぎ」の上り宇都宮発列車が、「ホームライナー古河」の新宿発列車がそれぞれ廃止された。また、東武鉄道直通特急「日光1号」の運転時刻が約20分繰り下げられた。
- 武蔵野線に越谷レイクタウン駅が開業した。

その他の地区
- 長野地区では、信越本線としなの鉄道線を直通する列車の最終時刻が最大20分程度繰上げられた。
- 仙台地区では、E721系の増備で455系・457系が営業運転から離脱した。
- 盛岡地区では、花輪線において奥羽本線秋田駅発着の直通運転を廃止した。

東海
在来線特急列車
- 名古屋発の最終｢しなの｣を40分繰り下げ。
- 名古屋発7時台、高山発12時台の｢ひだ｣を新設。

名古屋地区在来線
- 名古屋地区では、中央線で昼間の普通を増発したほか、夜時間帯の普通・快速の増発・運行時間帯延長を行い、新幹線からの接続を改善した。
- 東海道線でも普通・快速を増発または運転区間を延長した。快速の増発に伴って、「ホームライナー」は見直しが行われ運転本数を削減した。

その他の地区
- 御殿場線で夕方時間帯の沼津駅発着列車の一部を東海道線三島駅発着に変更した。

西日本
在来線特急列車
智頭急行線経由の特急「スーパーはくと」が姫路での「のぞみ」との接続を重視したダイヤに変更された。
京阪神地区在来線
- 放出駅 - 久宝寺駅間におおさか東線が開業し、接続する学研都市線・大和路線を経由して直通快速（223系6000番台）の運行を開始した。
- JR神戸線では、日中の須磨駅発着の普通の半数が西明石駅発着に変更された。早朝の大久保行き列車と西明石発加古川行きの区間運転が統合された。朝時間帯の尼崎駅を越えて神戸線・宝塚線に直通する普通電車の行先が見直された。
- 琵琶湖線において日中の快速は米原発と野洲発の順序が入れ替わった。
- JR東西線・学研都市線では321系が松井山手まで運用を開始した。
- 湖西線では、朝の堅田始発の普通が尼崎行きから西明石行きに変更された。22時台の京都発近江舞子行きの普通が「時刻表上」で西明石始発になった。221系の近江今津駅までの乗り入れが復活した。
- 223系の4両編成の一部に6000番台を付与し、221系の運用に使われるようになった。
- 嵯峨野線では、221系が2月18日から運用を開始した。
- 天王寺駅構内の大和路線との連絡線複線化に伴い、阪和線では朝ラッシュ時の「関空快速・紀州路快速」6本をこのダイヤ改正で新設された大阪環状線内各駅停車の「直通快速」に変更し、関空・紀州路快速の運行体系も変更されて大幅に増発された。大阪環状線区間では大阪 - 京橋間で各駅停車に変更され、一部の時間帯は環状運転に変更された。また、「関空快速」のJR難波駅発着を廃止した。223系が60両（いずれも2500番台）追加投入され、編成両数も3両・5両から4両に統一された。日中の和泉砂川駅折り返しを日根野駅折り返しに変更した。きのくに線で朝晩に223系が御坊駅まで来るようになった。
- 大和路線ではJR難波発着の区間快速を快速に種別変更し、柏原発の快速が新設された。

その他の地区
- 広島地区でも快速列車の停車駅の追加を行った。
- 芸備線では、広島方面から備後落合駅で「奥出雲おろち号」に接続するように時刻が変更になり、最終も繰り下げになった。木次線では最終の繰上げが行われた。出雲市発大田市行きの最終が21時台終わりから22時台に繰り下げになった。

四国
- 予讃線高松地区の運行体系が変更され、特急「南風」に接続する列車として「南風リレー号」が復活した。また牟岐線徳島駅 - 阿南駅間の特急列車の愛称が「ホームエクスプレス阿南」に改称され、上り1本が夜から朝に変更された。また、管内のすべての特急列車が全席禁煙となり、夜間時間帯の列車の時刻も変更された。

九州
- 各地区で普通・特急列車の時刻の大幅な繰り上げ・繰り下げや区間延長・新規停車が行われた。
- 肥薩おれんじ鉄道を経由して、熊本駅 - 鹿児島中央駅を直通する快速（土休日のみ運転）が新設された。

貨物
- この改正をもって化成品のタンク車輸送がほぼ終了し、石油や石灰石など一部の専用貨物列車を除いた車扱貨物列車が全廃となった。このことは、1両単位で解結を繰り返す明治期から続いた従来型の貨物輸送が完全に終焉したことを意味する。

夜行列車
- 日本全国で夜行寝台列車の廃止・削減が相次ぐ中、この改正でも東京駅 - 大阪駅間の寝台急行「銀河」、京都駅 - 熊本駅・長崎駅間の寝台特急「なは」・「あかつき」が廃止されたほか、大阪駅 - 青森駅間の「日本海」、上野駅 - 札幌駅間の「北斗星」がそれぞれ1往復に削減された。これにより、東京駅発着の夜行急行と関西発着九州方面の優等列車は全廃された。さらにこのダイヤ改正により西日本所属客車による定期の寝台特急は全廃となり、EF65形の牽引の定期旅客列車は消滅となった。

駅関係では、西日本で前述のおおさか東線を含め12駅、東日本・四国・九州で各1駅が新規開業した。また西日本で2駅、九州で1駅が改称された。

### 6月15日
西日本では、米子空港の滑走路拡張工事に伴って境線のルートを一部変更、大篠津駅が米子空港駅に、御崎口駅が大篠津町駅にそれぞれ改称された。

### 6月29日
西日本では、奈良駅周辺の高架化工事進捗（大和路線部分が高架線に切り替え）に伴い、大和路線・奈良線・桜井線などでダイヤ修正を実施した。同時にJR宝塚線に223系6000番台が投入された。

### 10月18日
西日本でダイヤ改正。JR京都線に桂川駅が開業、普通（高槻駅 - 大阪駅間で快速になる列車を含む）が停車するようになった。

## 2009年（平成21年）

### 3月14日
各社でダイヤ改正を実施。
新幹線
東海道・山陽新幹線
- 新大阪発着の「のぞみ」の一部を広島駅・博多駅発着に変更した。
- 臨時列車として運転していた「のぞみ」の一部を定期列車に格上げした。これに伴い、名古屋駅 - 博多駅間の「ひかり」が広島駅発着に見直され、16両編成かつ東海道新幹線直通の「ひかり」の博多乗り入れが一旦廃止された。

- 「のぞみ」は1時間の最大で東京発で新大阪行きが9本、広島行きが5本、博多行きが4本運転可能になった。

- 広島発着の「のぞみ」をN700系で運転し、博多発着のN700系使用の「のぞみ」とあわせ東京駅 - 広島駅間では1時間本がN700系となった。
- 朝の時間帯で新大阪 - 博多間を従来「ひかりレールスター」として運転していた列車を「のぞみ」に変更したほか、「ひかりレールスター」も増発した。また、早朝には名古屋発東京行き「のぞみ」が初めて設定された。

東北新幹線系統
- 東日本の各新幹線では、上越新幹線大宮駅 - 越後湯沢駅間のデジタルATC化に伴い、「とき」「たにがわ」と長野新幹線「あさま」の大部分で所要時間を短縮した。
- 東北新幹線では仙台駅発着の「はやて」を増発したほか、「はやて・こまち」の全列車を大宮駅へ停車させるダイヤに変更した。

北海道
- 北海道では貨物列車の時刻見直しに伴い、函館本線・室蘭本線・根室本線で普通列車の時刻を一部変更した。

東日本
- 特急「スーパーあずさ」の立川駅停車を夕方時間帯で2本拡大（下り1本・上り1本）した。
- 寝台特急「あけぼの」では、従来喫煙車だった「ゴロンとシート」が禁煙車に変更し、上野駅 - 長岡間の牽引機をEF81形からEF64形に変更した。
- 湘南新宿ラインでは土休日に10両編成で運行されている一部の列車を15両編成に変更したほか、湘南新宿ライン・南武線・横浜線で列車を増発した。また、南武線に西府駅、川越線に西大宮駅が開業した。
- 京葉線では前年の12月1日に209系500番台が営業運転を開始した。
- 鶴見線では運行体系の大幅な見直しが行われ、扇町駅・海芝浦駅発着の列車が日中2時間間隔に変更された。

磐越西線の快速「あいづライナー」は、土曜・休日のみ運転の1往復（3・4号）が毎日運転に変更され、毎日3往復体制になった。
- 米坂線では全列車がキハ110系・キハE120形に統一された。

東海
在来線特急列車
- 特急「しなの」の全列車が千種駅と多治見駅に停車するようになった。
- 特急「南紀」に再度グリーン車を定期連結とした。
- 特急「伊那路」の時刻が下りは繰り下げられ、上りは繰り上げられ、目的地での滞在時間が増えた。

名古屋地区在来線
- 関西線では、日中に亀山駅発着の快速電車を新設し、名古屋駅 - 四日市駅間では快速「みえ」とあわせ快速を30分間隔の運転としたほか、普通も増発して30分間隔の運転とした。これによって名古屋駅 - 桑名駅および四日市駅間の本数は15分間隔に増発された。

- 蟹江駅、弥富駅及び桑名以南の各駅にも停車する従来の「快速」は、区間快速へ名称が変更された。

- 東海道線では快速「ムーンライトながら」の臨時列車への変更（後述）に伴い、朝晩に普通・快速を増発した。豊橋から岡崎方面へは終車が繰り下げられた。
- 中央線では早朝時間帯に列車を増発した。名古屋から多治見方面への始発列車を繰り上げた。
- 管内全駅の在来線ホームが全面禁煙化された。
- 東海道線の大高 - 共和駅間に南大高駅が開業した。

その他の地区
- 御殿場線では、朝夕時間帯に三島駅発着の直通列車を増発した。

西日本
- 津山線の急行「つやま」を廃止し、快速に統合された。これによりJRで定期運転する昼行急行列車、また気動車によって運行される定期急行列車は消滅した。

京阪神地区在来線
- JR京都・神戸線では、従来23時台で終了していた大阪発の新快速の運行を0時台まで拡大し、西明石行きは兵庫駅から電車線を走行するようになった。深夜時間帯の快速の通過運転区間が大阪駅 - 高槻駅間に変更され、新快速と時間が重なる列車は廃止された。播州赤穂行きの終電が新快速（姫路駅から普通、土曜・休日は姫路発）に変更された。夜の列車の運転区間の見直し（神戸・加古川行きの設定）を行った。朝に甲子園口発、夜の甲子園口止まりの列車が復活した。
- 学研都市線では321系が京田辺駅発着列車にも使われるようになった。
- 阪和線・大和路線では土曜ダイヤでのホームライナーが廃止された。
- 嵯峨野線の複線化工事進捗に伴い、一部列車の所要時間を短縮した。
- 奈良線では夜間の快速が区間快速に変更された。
- 乗務員の睡眠時間確保を目的にして、終電が繰り上げになった。
- 米子地区では、米子駅での山陰本線・伯備線と境線、出雲市駅での米子方面と浜田方面の接続改善を行った。
- 広島地区では休日運休の列車を土曜・休日運休に変更した。
- 山陽本線（岡山駅 - 岩国駅間）や山口線・宇部線では日中の快速が廃止された。七尾線では早朝4時台と夜23時台の列車が廃止され、小浜線では最終が30分ほど繰り上がった。

四国（西日本の瀬戸大橋線も含む）
- 瀬戸大橋線（宇野線区間）の一部複線化が完成し、快速「マリンライナー」などで所要時間が短縮され、高松駅では発車時刻も変更された。特急「南風」の朝の列車が毎日運転の臨時列車で須崎発に延長されたほか、特急「あしずり」が高知発須崎行きで毎日運転する臨時列車として増発した。また、毎日運転の臨時列車扱いであった特急「ホームエクスプレス阿南」が定期列車になった。

九州
- 土休日に特急「きらめき」を増発、特急「ひゅうが」を増発したほか、特急「かいおう」の一部で運行時刻を繰り下げた。さらに管内の全特急列車を全車禁煙とした。
- 鹿児島本線では、朝の時間帯に博多へ到着する普通・快速列車の増発や増結を行った。
- 日豊本線では、柳ヶ浦発の始発列車が3分繰り上がったため、柳ヶ浦駅04時17分発の門司港行きが日本一早い始発になった。
- 山陽本線（下関 - 門司間）では、門司発着の一部の列車が小倉発着に変更され、下関駅から小倉駅を経由して鹿児島本線（折尾・博多方面）や日豊本線（行橋・中津方面）へ直通運転する列車が削減された。
- 大分地区の日豊本線では、ワンマン運転区間を中津駅以南に拡大した。
- 鹿児島本線にししぶ駅・広木駅、久大本線に久留米高校前駅が開業した。

夜行列車
- 今改正でも夜行列車の廃止・削減が行われ、寝台特急では東京駅 - 熊本駅・大分駅間の「はやぶさ」・「富士」が廃止された。これにより東京駅を発着するブルートレイン（客車列車）は消滅し、東京駅を発着する夜行寝台列車は出雲市駅・高松駅発着の電車特急「サンライズ出雲・瀬戸」のみとなり、九州発着の寝台特急や関門トンネルを通る特急列車も全廃、EF66形牽引の定期旅客列車も消滅した。さらに広島県内からはJRの在来線における定期の特急列車が消滅した。
- 快速「ムーンライトながら」・「ムーンライトえちご」が季節運行の臨時列車に格下げされた。

### 6月1日
西日本の一部（北陸地区）でダイヤ改正を実施。
- 特急「サンダーバード」に新製車両683系4000番台を投入したほか、特急「はくたか」を1往復増発して13往復とし、1時間に1本程度運転されるようになった。

このほか、東海・西日本圏内の特急・急行列車（通勤ライナーや他社にまたがる列車も含む。東海道・山陽新幹線と寝台特急は除く）が全面禁煙となった。

### 10月1日
北海道を中心にダイヤ改正を実施。
北海道
- 札幌発稚内行き特急「スーパー宗谷1号」の発車時刻を繰り上げて稚内での滞在時間が延長されたほか、美唄駅・砂川駅にも停車するようになり、函館本線内での利便性も向上した。また、キハ261系1000番台の増備により、帯広駅発着の特急列車の愛称が「スーパーとかち」に統一されたほか、札幌発釧路行き特急「スーパーおおぞら13号」の発車時刻が繰り上げられた。このほか、函館駅発着の「北斗」・「スーパー北斗」で、五稜郭駅に停車する列車が拡大された。
- 道内相互発着の特急列車に設置していたカード式公衆電話が、利用客の減少によりすべて撤去された。
- 札幌都市圏では札幌発江別・岩見沢方面行きの区間快速「いしかりライナー」を一部普通列車に変更したほか、学園都市線では夕方のラッシュ時に北海道医療大学駅発の列車が増発された。
- 上記以外では糸井駅発着の普通列車のうち1往復を萩野駅発着に変更したほか、道内各方面で普通列車の一部に時刻の変更が行われた。

東日本
- 特急「成田エクスプレス」にE259系、房総地区各線への209系2000番台･2100番台がそれぞれ投入されたが、いずれも運行ダイヤ自体の変更はない。

西日本
- 各路線でダイヤ改正を行った。

- 赤穂線の西大寺発岡山行きの朝の列車を臨時扱いで倉敷行きに延長した。湖西線・北陸本線方面では683系4000番台の増備に伴い一部の「雷鳥」が「サンダーバード」に置き換えられた。伯備線系統の特急は車内販売を廃止した。

九州
- 日豊本線の小倉駅 - 中津駅と佐伯駅 - 延岡駅間の普通列車でワンマン運転が開始された。これに合わせて、佐伯駅 - 延岡駅間の普通列車は気動車（キハ220形）に置き換わり、大分駅 - 佐伯駅間の一部普通列車も出入庫の関係で気動車での運転に変更された。